# Liste der Träger des Bayerischen Verdienstordens/J

## J
1. Karl Theodor Jacob (1908–1980), ehem. Präsident der Bayerischen Landesbank (verliehen am 15. Januar 1962)
2. Wolfgang Jacobi (1894–1972), Studienprofessor a. D. (verliehen am 13. Dezember 1965)
3. Peter Jaeckel (1914–1996), Direktor a. D. (verliehen am 18. Juni 1975)
4. Albert Jaeger, Direktor a. D. (verliehen am 6. Juni 1966)
5. Hans-Jürgen Jaeger (1931–2013), Bundesbahndirektor, ehem. MdL (verliehen am 12. Juni 1980)
6. Hermann Jaeger, ehem. Generalsekretär des ADAC (verliehen am 21. Juni 1976)
7. Richard Jaeger (1913–1998), Bundesminister a. D., ehem. Vizepräsident des Deutschen Bundestages (verliehen am 15. Dezember 1959)
8. Marlies Jäger-Glantschnig, Rentnerin (verliehen am 17. Dezember 2014)
9. Josef Jaegers, Direktor, Reeder (verliehen am 7. Dezember 1964)
10. Friedrich Jähne (1879–1965), (verliehen am 23. Juni 1962)
11. Wolfgang Jaenicke (1881–1968), Botschafter a. D. (verliehen am 15. Dezember 1959)
12. Bernhard Jagoda (1940–2015), ehemaliger Präsident der Bundesanstalt für Arbeit (verliehen am 20. Juni 2001)
13. Dietrich Jahn, Professor (verliehen am 15. Dezember 1959)
14. Friedrich Jahn (1923–1998), Kommerzialrat, Gastronom (verliehen am 8. Juni 1970)
15. Volker Jakobitz (1943–2016), Unternehmer, Ehrenpräsident des Landesverbandes des Bayerischen Einzelhandels e. V (verliehen am 9. Juli 2009)
16. Ludwig Jall, Vorsitzender des Bayerischen Leichtathletikverbandes (verliehen am 18. Juni 1975)
17. Alfred Jamin, Präsident a. D. (verliehen am 15. Dezember 1959)
18. Siegfried von Jan, Ministerialrat a. D. (verliehen am 13. Januar 1964)
19. Oskar Jandl, Domkapitular, Prälat (verliehen am 13. Dezember 1965)
20. Paula Jandl, Hausfrau (verliehen am 7. Juli 1999)
21. Emil Janik (1906–1981), Dompropst i. R., Prälat (verliehen am 16. Juni 1971)
22. Erwin Janik, ehemaliger Chefredakteur (verliehen am 8. Juni 1972)
23. Horst Jannott (1928–1993), Vorstandsvorsitzender und Generaldirektor der Münchner Rückversicherung-Gesellschaft (verliehen am 21. Juni 1976)
24. Thomas Jansing (* 1959), Sternstunden e. V., ehemaliger Unterhaltungschef für Fernsehen des Bayerischen Rundfunks (verliehen am 12. Juli 2017)
25. Helmut Janson, Fabrikant (verliehen am 20. Juni 1979)
26. Siegfried Janzen, ehem. Direktor (verliehen am 7. Dezember 1964)
27. Walter Jaroschka (1932–2008), Generaldirektor der Staatlichen Archive Bayerns a. D.
28. Karl-Walter Jauch, Chef der bayerischen Impfkommission (verliehen am 8. Juli 2021)
29. Anton Jaumann (1927–1994), Staatsminister a. D., MdL (verliehen am 2. April 1968)
30. Helmut Jedele (1920–2012), Generaldirektor a. D. (verliehen am 8. Juni 1977)
31. Hermann Jedina, Wirklicher Hofrat (verliehen am 23. Juni 1962)
32. Stefan Jetz (* 1947), Landtagsabgeordneter (verliehen am 17. Juli 2003)
33. Dionys Jobst (1927–2017), MdB, Bundesbahndirektor a. D. (verliehen am 12. Juni 1980)
34. Heinz Jobst, Oberstadtdirektor a. D. (verliehen am 7. Dezember 1964)
35. Eugen Jochum (1902–1987), Generalmusikdirektor (verliehen am 3. Juli 1959)
36. Franz Jonas (1899–1974), Bundespräsident der Republik Österreich (verliehen am 19. November 1960)
37. Sir Peter Jonas (1946–2020), Intendant der Bayerischen Staatsoper (verliehen am 20. Juni 2001)
38. Serafim Joantă (* 1948), Rumänisch-Orthodoxer Erzbischof und Metropolit von Deutschland, Zentral- und Nordeuropa (verliehen am 14. Oktober 2015)
39. Berend-Ernst Jochem, (verliehen am 22. Juli 2019)
40. Achim Jockwig, (verliehen am 5. Juli 2023)
41. Klemens Joos, (verliehen am 22. Juli 2019)
42. Josef Jörg, Ehrenvizepräsident der Handwerkskammer für Schwaben (verliehen am 30. Mai 1973)
43. Wilhelm Jörg, Präsident des Bayerischen Landessozialgerichts a. D. (verliehen am 20. Juni 1979)
44. Peter Jühling (1925–2011), Präsident der IHK Coburg (verliehen am 16. Juli 1987)
45. Anett Jung, Kreisbäuerin des Bayerischen Bauernverbands und Lokalpolitikerin (verliehen am 5. Juli 2023)
46. Thomas Jung (* 1961), Oberbürgermeister von Fürth (verliehen am 27. Juni 2018)
47. Helene Jungkunz (1932–2024), von 1996 bis 2002 Bürgermeisterin von Nürnberg (verliehen am 17. Juli 2003)
48. Hanns Jüngling, Direktor (verliehen am 22. Juni 1967)
49. Peter Jungnickl (verliehen am 5. Juli 2023)
50. Marcus Junkelmann (* 1949), freier Historiker und Schriftsteller (verliehen am 10. Oktober 2012)
51. Heinrich Junker (1911–1993), Staatsminister a. D., ehem. Präsident der Landesbank-Girozentrale (verliehen am 16. Januar 1961)
52. Eberhard Junkersdorf (* 1938), Filmproduzent (verliehen am 12. Juli 2004)
53. Helmut Jürgens (1902–1963), Bühnenbildner (verliehen am 15. Dezember 1959)